# لی کرونباخ
لی کرونباخ (انگلیسی: Lee Cronbach؛ ۲۲ آوریل ۱۹۱۶ – ۱ اکتبر ۲۰۰۱ (۸۵ سال)) دانشمند در زمینه روان‌شناسی و روان‌شناسی تربیتی اهل ایالات متحده آمریکا بود وی به دلیل ابداع روش آزمون کرونباخ آلفا شناخته‌شده‌است.